# Bernard Turgan
Pour les articles homonymes, voir Turgan.
Bernard Turgan est un homme politique français né le 22 décembre 1757 en Gironde et mort le 1er février 1813 à Pau.
Juge à Tartas, il est député des Landes de 1791 à 1792. Il est réélu, au Conseil des Anciens, le 24 germinal an VII. Rallié au coup d'État du 18 Brumaire, il siège au corps législatif jusqu'en 1805, puis devient directeur des droits réunis dans les Basses-Pyrénées.

## Sources
- « Bernard Turgan », dans Adolphe Robert et Gaston Cougny, Dictionnaire des parlementaires français, Edgar Bourloton, 1889-1891 [détail de l’édition]